# Ford Bronco II

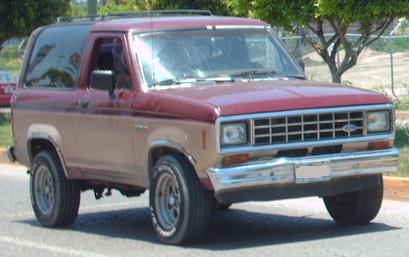
Ford Bronco II aus Mexiko

Der Ford Bronco II war ein Kompakt-SUV den Ford in den Modelljahren von 1984 bis 1990 anbot. Er war als kleineres Gegenstück zum Bronco und als Konkurrenzmodell zu Chevrolet Blazer S-10, Jeep Cherokee und Toyota 4Runner konzipiert worden. Der Bronco II war Fords erster Kompakt-SUV seit dem ersten Bronco-Modell, das von 1966 bis 1977 verkauft wurde. Er entsprach konzeptionell und mechanisch weitgehend (außer in Details) dem Ford Ranger. Er verfügte über einen Radstand von 2.388 mm, besaß aber im hinteren Fahrzeugteil einen geschlossenen Laderaum. Beim großen Bronco-Modell serienmäßig, war der Bronco II optional mit Vierradantrieb erhältlich. Es gab Gerüchte, dass viele Bronco II vorne leere Differentialgehäuse hätten, um optisch den Eindruck zu erwecken, sie besäßen Vierradantrieb.

## Motoren
Die Modelle von 1984 und 1985 waren mit dem 115 bhp (85 kW) –Sechszylinder-Motor aus Köln mit 2,8 l Hubraum bestückt, der auch im Ranger in dieser Zeit eingesetzt wurde. 1986 erhielt der Bronco II den 140 bhp (103 kW) – V6-Motor mit Benzineinspritzung und 2,9 l Hubraum (ebenfalls aus Köln). Wurden diese Motoren überhitzt, so führte dies zu Rissen im Zylinderkopf zwischen den Ventilfedern und Nockenwellenlagern und internem Kühlwasserverlust im Ölkreislaufsystem, was wiederum zu beträchtlichen Motorschäden führte, wenn diese nicht rechtzeitig entdeckt wurde. Obwohl die Zylinderköpfe Ende 1989 leicht verbessert wurden, baute man diese verbesserten Köpfe nicht mehr in die Motoren des Bronco II ein, bevor dessen Produktion endete. Bronco-II-Exemplare, die noch über Garantie verfügten bzw. auf speziellen Wunsch von Kunden, wurden mit den neuen Köpfen ausgestattet.
Eine kleine 86 bhp (63 kW)-Dieselmaschine wurde 1987 ebenfalls angeboten, aber selten bestellt, da sie nur geringe Leistung bot.

## Vorstellung
Der erste Bronco II wurde parallel zum Ranger zwischen 1984 und 1988 entwickelt.
Die überarbeiteten Versionen von Bronco II und Ranger wurde 1989 vorgestellt, die Produktion des Bronco II endete aber im Februar 1990, als der größere Nachfolger Explorer auf den Markt kam. Die überarbeitete Version des Bronco II erkennt man am äußeren Erscheinungsbild, aber auch am solideren Fahrzeugbau. 1990er-Modelle, die ab November 1989 ausgeliefert wurden, besaßen im Gegensatz zur Dana 28-Vorderachse früherer Jahre inzwischen die Dana 35.
Der Nachfolger Explorer verfügte wie auch der Bronco II über ein auf dem des Ranger basierendes Fahrgestell und über die gleiche Fahrzeugfront. Als Antriebsaggregat besaß er aber eine 4,0-l-V6-Maschine aus Köln mit 155 bhp (114 kW) und wurde als Viertürer, auf Wunsch auch als 2-türige Sportversion, geliefert. Das Ranger-Konzept wurde beim Explorer bis 1995 beibehalten. Danach wurden das äußere Styling und das Fahrwerk komplett überarbeitet, um den Einsatz des 5,0-l-V8-Motors von Ford zu ermöglichen. Damit endeten jegliche Reminiszenzen an den Bronco II.
Erst mit dem Escape bot Ford 2001 wieder einen Kompakt-SUV an.

## Nachträgliche Veränderungen
Es gab viele nachträgliche Veränderungen am Bronco II. So wurde bei vierradangetriebenen Fahrzeugen die frühere Dana 28– Vorderachse durch die Dana 35 des Ranger/Explorer ersetzt (man beachte: Bronco II mit Produktionsdatum nach November 1989 verfügten bereits über die stabilere Dana 35). Der Einbau einer Ford 8.8 – Hinterachse erwies sich als nicht ganz so einfach, war aber dennoch üblich, Bausätze zur Erhöhung der Bodenfreiheit ebenfalls. Entweder wurden längere Schäkel an den Blattfedern der Hinterachse und längere Schraubenfedern an der Vorderachse eingesetzt oder Querlenker- und Achsanhebungen bzw. ein Bodylift. Sowohl beim Bronco II wie auch beim Ranger gab es viele Veränderungsmöglichkeiten bei den Motoren, wobei die Verwendung des 5,0 l-V8, der Ford-351W- 5,75 l-V8 oder des 4,0 l-V6 aus dem Ranger oder dem Explorer zu den üblichsten gehörten.

## Sicherheit
Der Bronco II wurde als populäres SUV oft in Zeitungsartikeln wegen seiner Überschlagsneigungen kritisiert.
Nach der Analyse von Unfällen des Suzuki Samurai begann die NHTSA 1989 auch mit einer offiziellen Studie über den Bronco II. 1987 starben 43 Menschen nach Überschlägen von Bronco II-Modellen, während beim Suzuki Samurai nur 8 Menschen auf diese Weise ums Leben gekommen waren. Unfalldaten aus vier Staaten zeigten jedoch, dass die Rate der Überschläge beim Bronco II nicht schlechter war als bei anderen SUV, daher wurden die Untersuchungen wieder eingestellt. Die NHTSA weigerte sich auch nach weiteren Unfällen, die Untersuchungen wieder aufzunehmen. Generell besitzen SUV einen höheren Schwerpunkt als PKWs, aber es gab keine Anhaltspunkte dafür, dass der Bronco II in dieser Hinsicht eine besondere Gefährdung darstellen würde.
Unter den Verletzten eines Überschlags mit einem Bronco II war auch der US-amerikanische Jockey Bill Shoemaker.